# The Link (gratte-ciel)
The Link est un gratte-ciel en construction situé à Puteaux dans le quartier d'affaires de La Défense (Hauts-de-Seine). Il consiste en deux tours de bureaux dénommées Arche et Seine, de respectivement 244 et 178 mètres de hauteur, reliées par 35 plateformes appelées « links », terme issu de l'anglais « link » et signifiant « lien ». 
La tour accueillera le nouveau siège social de TotalEnergies, actuellement situé à la tour Coupole. À son achèvement prévu en 2025, The Link sera le plus haut gratte-ciel de France devant la Tour First et ses 231 mètres.

## Historique
En juillet 2017, Total choisit la tour Link pour accueillir son prochain siège social. Entre 5 500 et 6 000 salariés, répartis jusqu'alors dans les tours Coupole et Michelet, seront regroupés dans ce nouveau gratte-ciel. Son coût de construction a été chiffré à un milliard d'euros en octobre 2021.
Le 11 juin 2020, Groupama annonce le lancement de The Link avec le démarrage du chantier de démolition de l'immeuble existant qui est suivi en 2021 par les travaux de fondation des nouvelles tours.
Son ouverture est prévue courant 2025.

## Description
Le projet The Link comprend environ 130 000 m² de surface de bureaux. Il est situé à proximité d’un espace végétalisé. Le bâtiment inclut des plateaux en duplex d’environ 6 000 m² et des plafonds de grande hauteur, pour permettre des déplacements piétons internes et limiter l’usage des ascenseurs.
La tour, par sa hauteur et sa position, est conçue pour un rééquilibrage visuel par rapport à l’Axe historique de Paris.
Le bâtiment est équipé d’une façade à double peau isolante intégrant des panneaux photovoltaïques, et vise une réduction de 50 % de la consommation énergétique par rapport aux tours précédemment occupées par l’entreprise. L’accessibilité au quartier depuis Puteaux doit être améliorée par la rénovation du Cours Michelet.

### Galerie du chantier

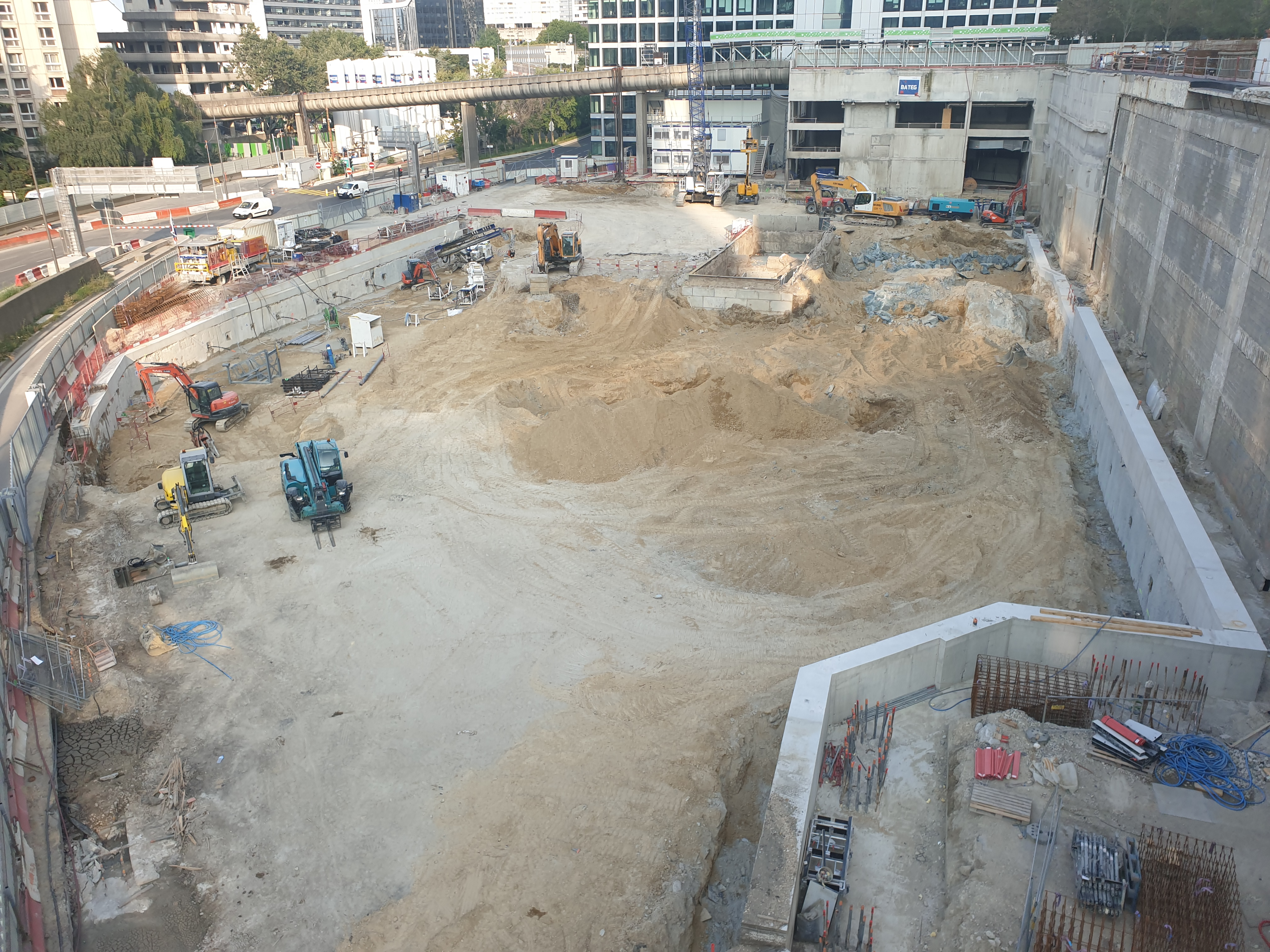
Août 2021
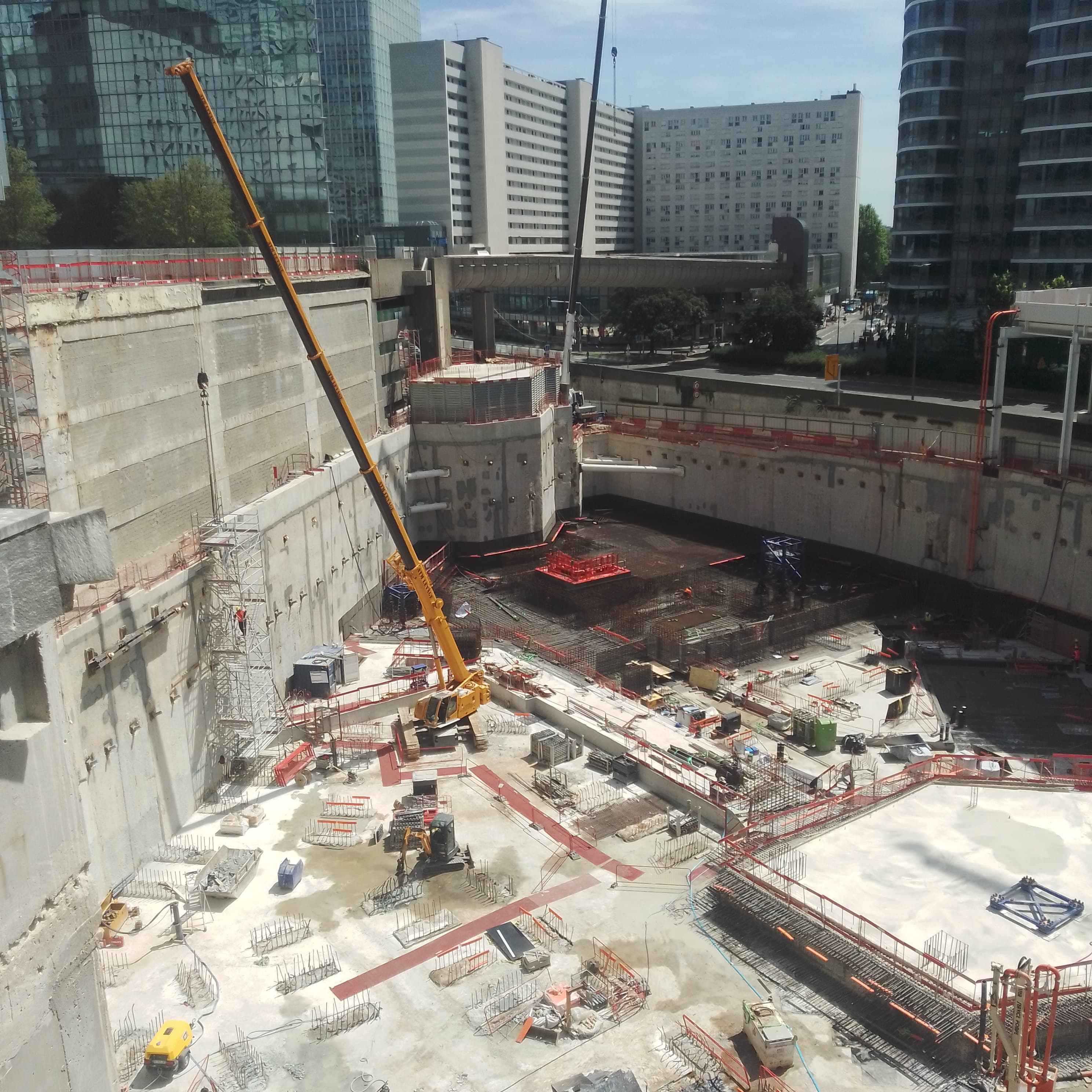
Mai 2022
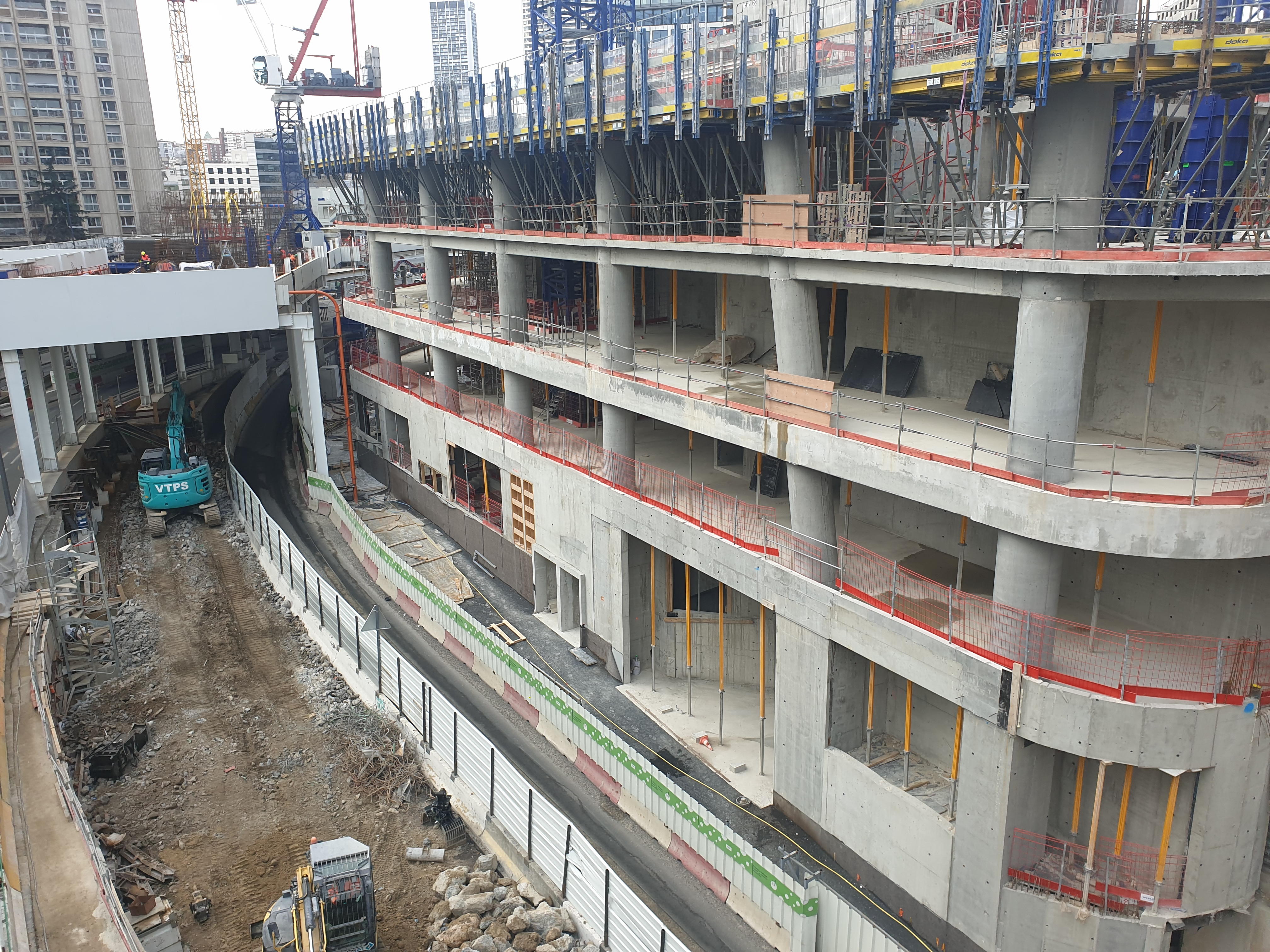
Janvier 2023
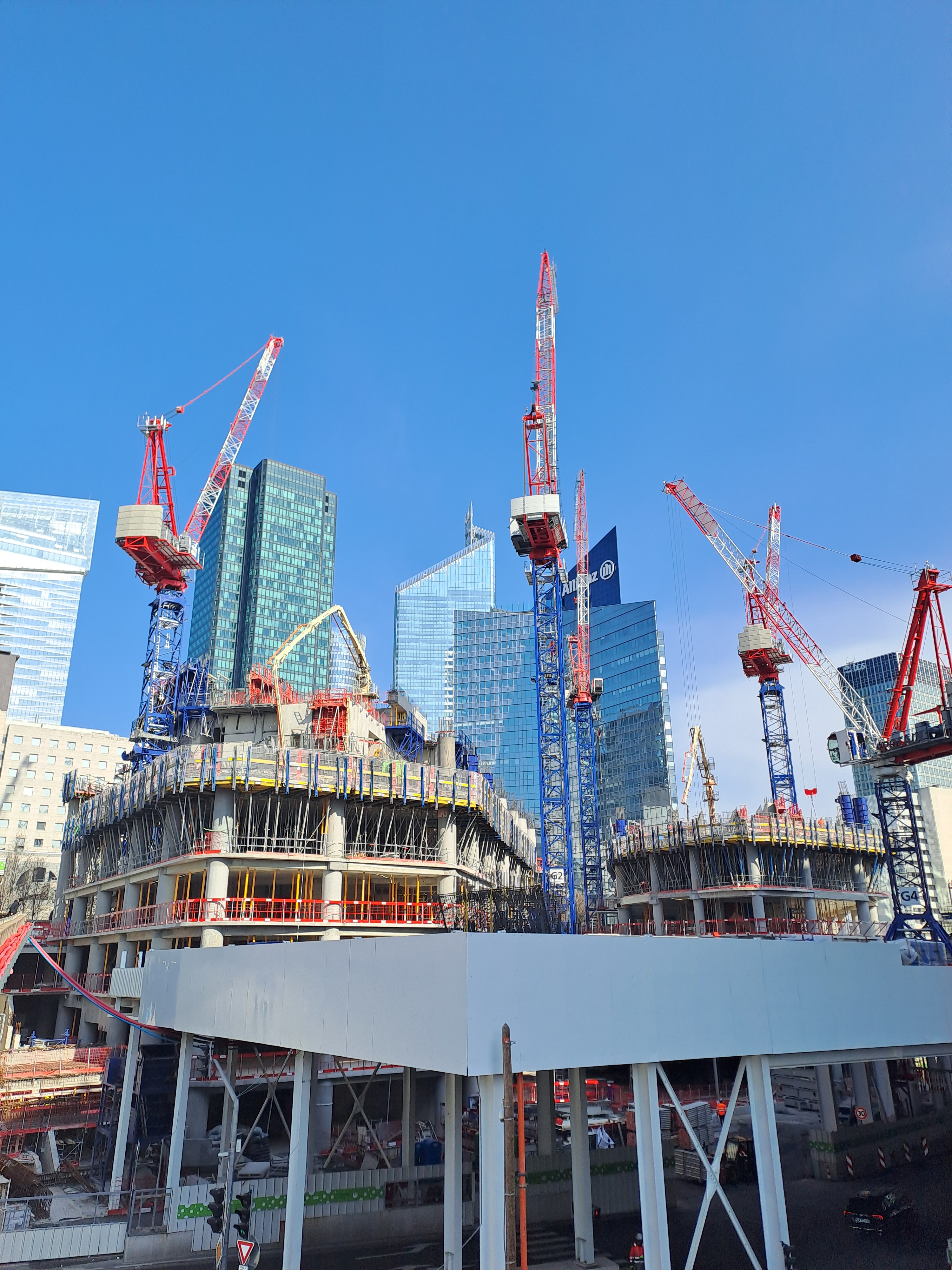
Mars 2023
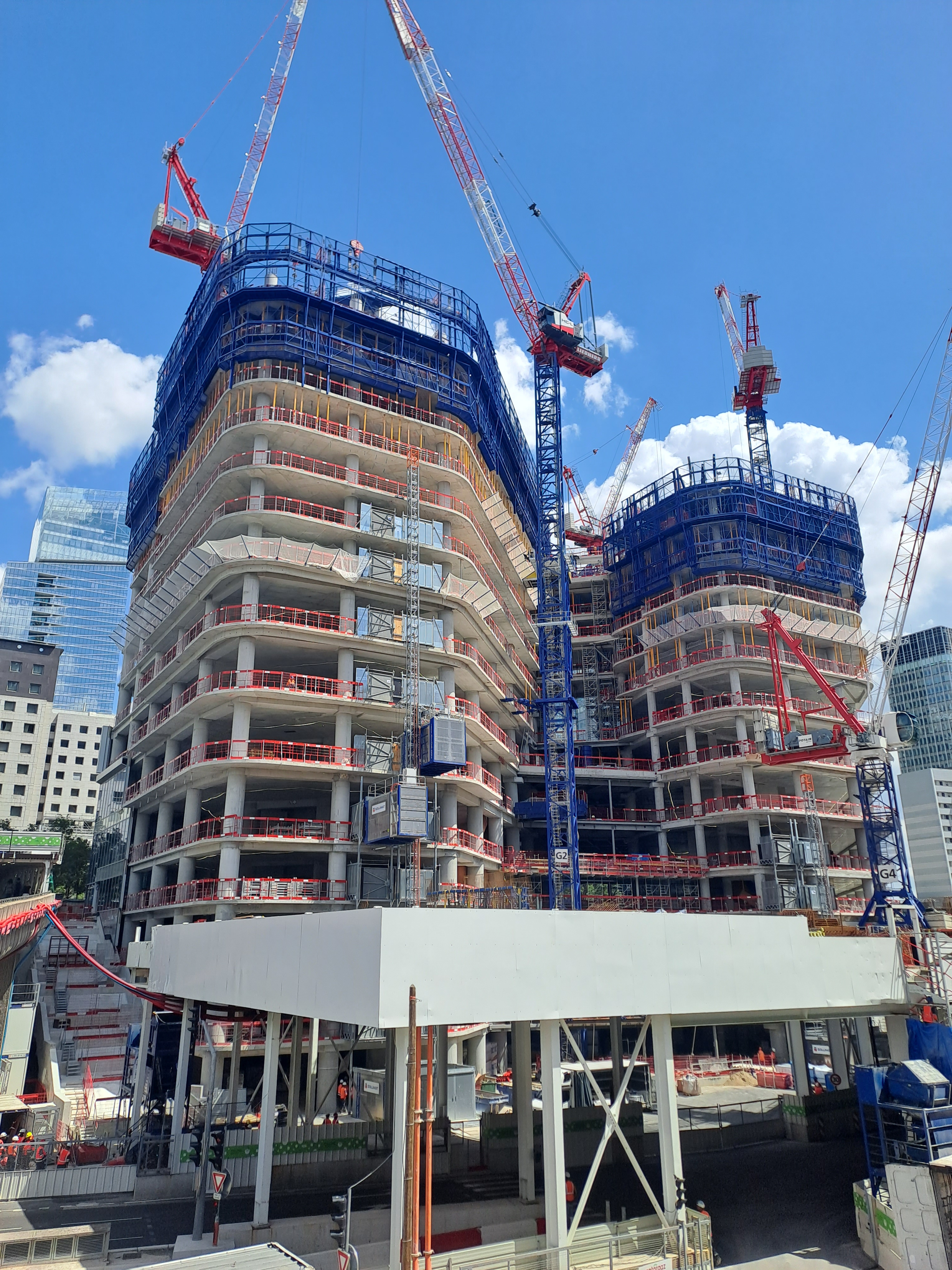
Juillet 2023
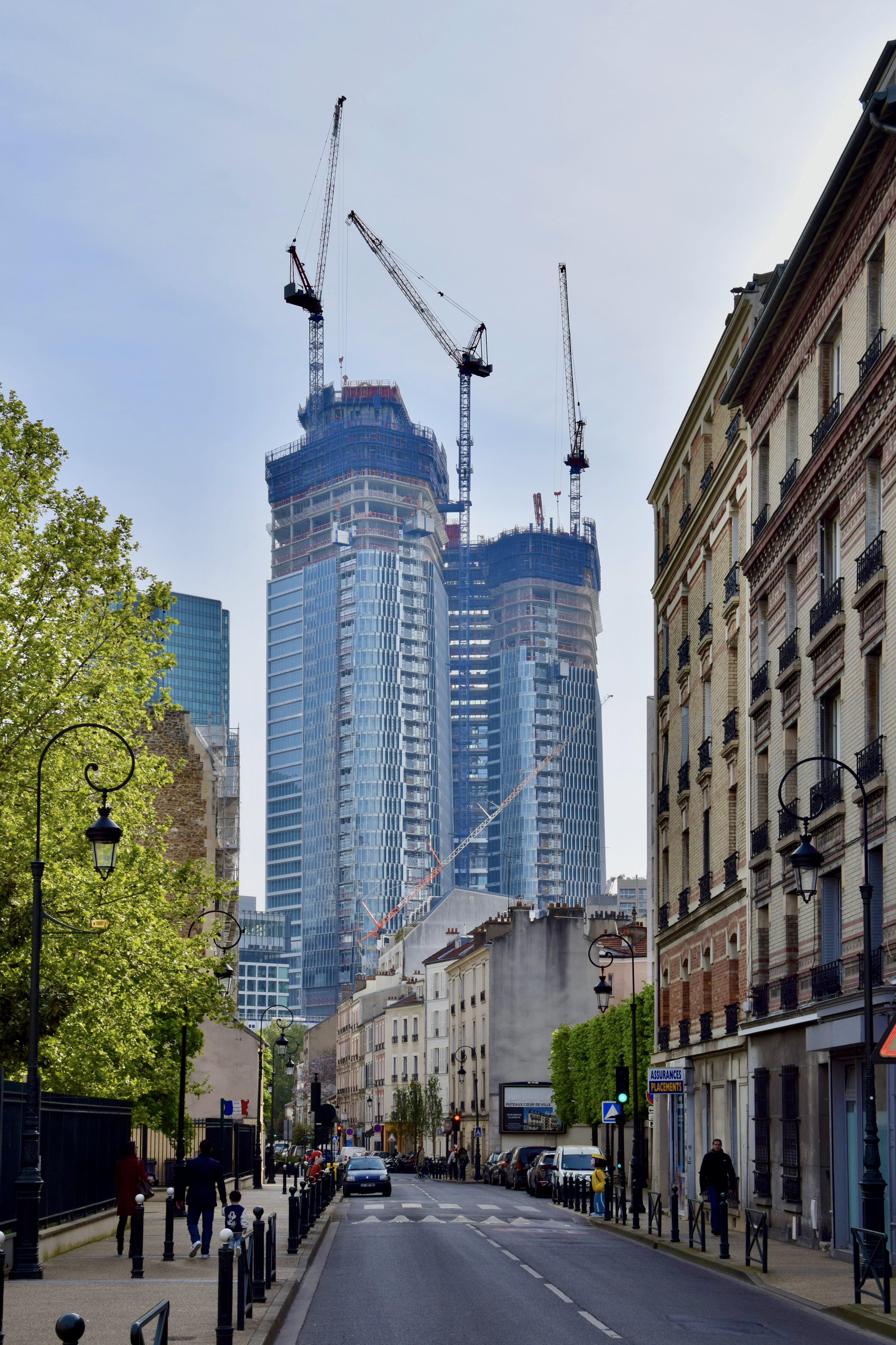
Avril 2024
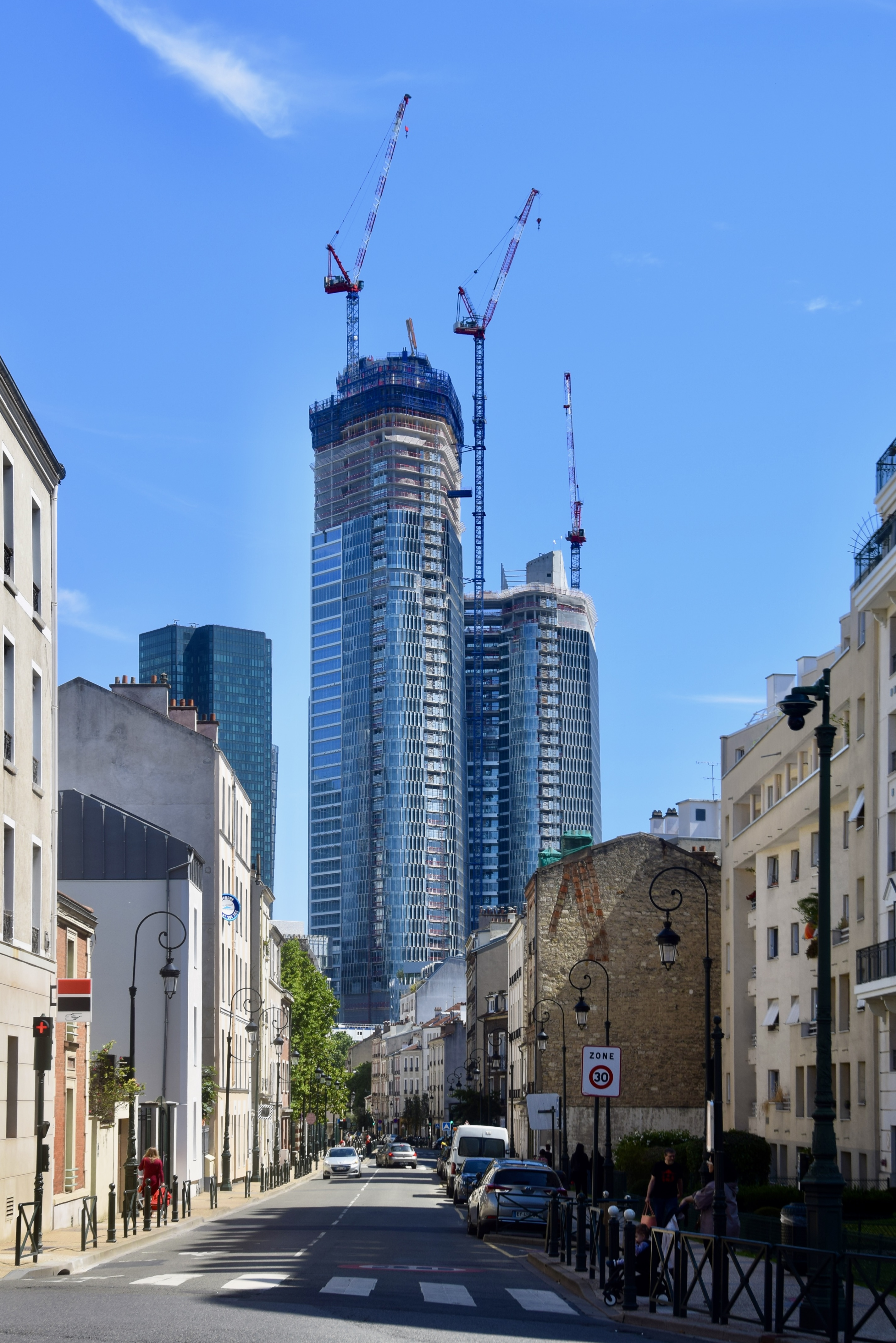
Juillet 2024
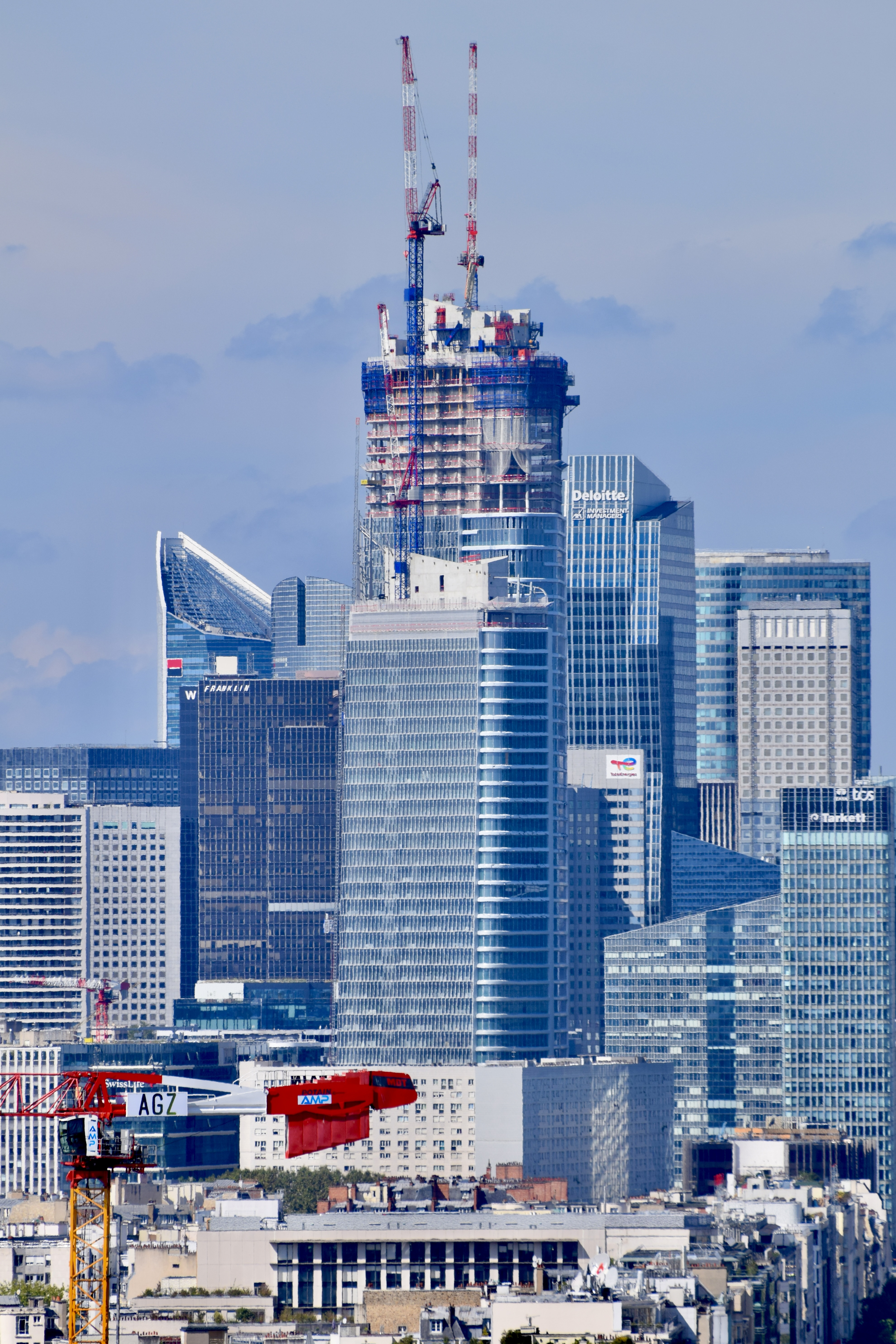
Septembre 2024
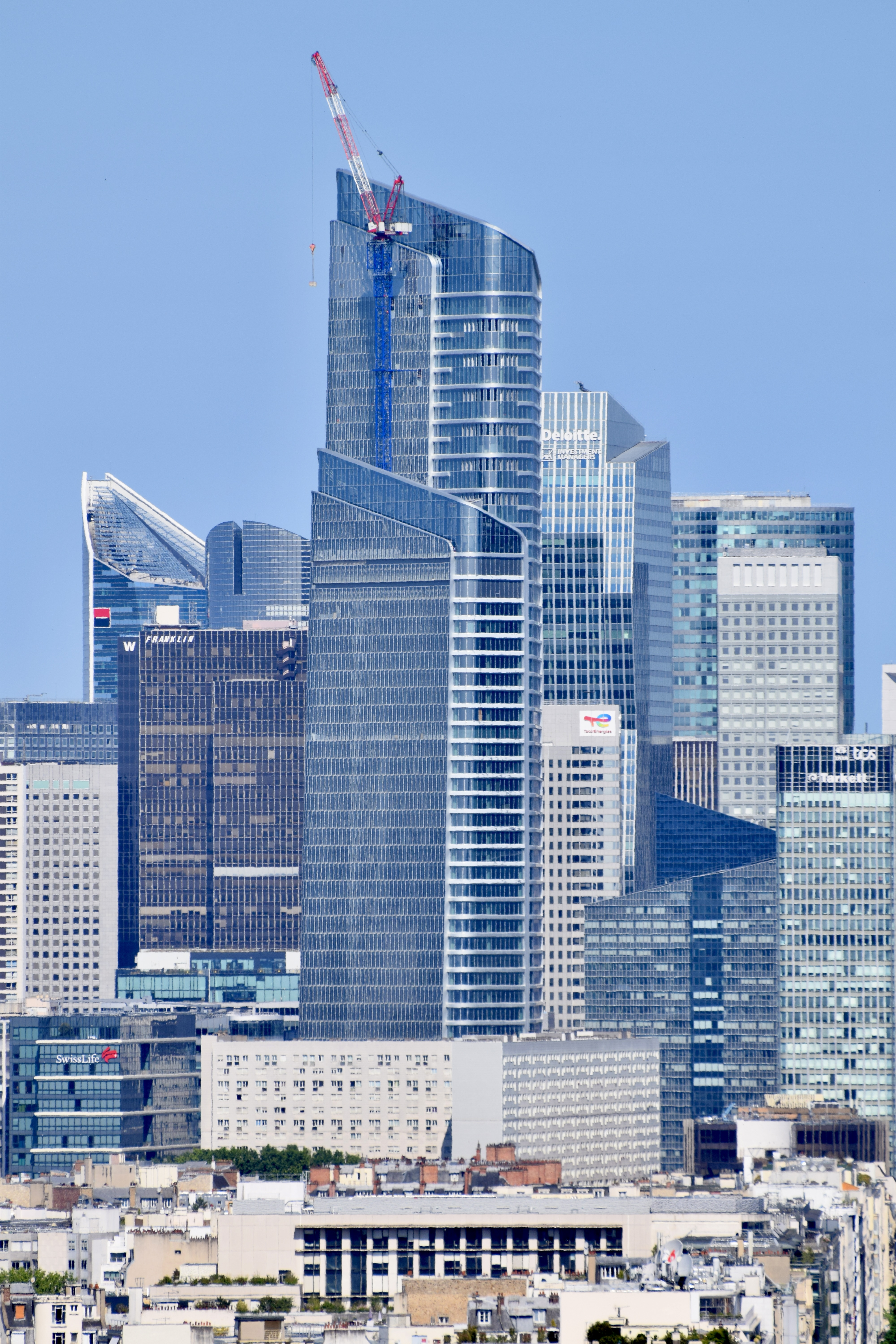
Juin 2025